# مردی در سایه
مردی در سایه (انگلیسی: Man in the Shadow) فیلمی جنایی به کارگردانی جک آرنولد است که در سال ۱۹۵۷ منتشر شد.

## بازیگران
- جف چاندلر
- اورسن ولز
- کالین میلر
- بن الکساندر
- باربارا لارنس
- جیمز گلیسون
- جان لارچ
- لئو گوردون
- مرت میل
- پائول فیکس
- رویال دانو
- ویلیام شارلت
- ماریو سیلتی
- جان هورسلی
- فرد گراهام